# Suisun City
Suisun City és una població dels Estats Units a l'estat de Califòrnia. Segons el cens del 2000 tenia 26.118 habitants.

## Demografia
Segons el cens del 2000, Suisun City tenia 26.118 habitants, 7.987 habitatges, i 6.445 famílies. La densitat de població era de 2.514,8 habitants/km².
Dels 7.987 habitatges en un 47,8% hi vivien nens de menys de 18 anys, en un 62,4% hi vivien parelles casades, en un 13,1% dones solteres, i en un 19,3% no eren unitats familiars. En el 14,3% dels habitatges hi vivien persones soles el 3% de les quals corresponia a persones de 65 anys o més que vivien soles. El nombre mitjà de persones vivint en cada habitatge era de 3,26 i el nombre mitjà de persones que vivien en cada família era de 3,59.
Per edats la població es repartia de la següent manera: un 32,5% tenia menys de 18 anys, un 8,9% entre 18 i 24, un 32,5% entre 25 i 44, un 20,3% de 45 a 60 i un 5,7% 65 anys o més.
L'edat mediana era de 32 anys. Per cada 100 dones de 18 o més anys hi havia 95,1 homes.
La renda mediana per habitatge era de 60.848 $ i la renda mediana per família de 63.616 $. Els homes tenien una renda mediana de 41.253 $ mentre que les dones 31.301 $. La renda per capita de la població era de 20.386 $. Entorn del 4,6% de les famílies i el 6,5% de la població estaven per davall del llindar de pobresa.

## Poblacions més properes
El següent diagrama mostra les poblacions més properes.